# トリオ・オブ・ドゥーム (アルバム)
『トリオ・オブ・ドゥーム』（Trio of Doom）は、ジャコ・パストリアス、ジョン・マクラフリン、トニー・ウィリアムスの3人によるユニット「トリオ・オブ・ドゥーム」のアルバム。

## 概要
1979年の3月2日から3月4日に渡ってキューバのハバナで行われたハバナ・ジャム (Havana Jam)出演時のライブ・アルバム『ハバナ・ジャム』と『ハバナ・ジャム II』に収録されている音源しか存在していないと思われていたが、スタジオ録音された音源などに加え、ジョン・マクラフリンが再度1979年当時のライブ音源を聴き直した上で判断し、オーバー・ダブを加えていない純粋なライブ・テイクも収録されている。
ライブ・アルバム収録のテイクはすべてがライブ・テイクではなく、ハヴァナ・ジャム出演後にニュー・ヨークのスタジオで録音された音源に対して会場のオーディエンス音などを音響処理したミキシングにより、ライブ音源のように仕立てた音源だった。このアルバム・リリースでスタジオ音源の内3曲はライブ・アルバム『ハヴァナ・ジャム』の大元になっている処理前の音源で聴くことができ、ハヴァナ・ジャム出演時の純粋なライブ・テイクは5曲、そしてスタジオ録音のオルタネート・トラックが2曲聴くことができる。

## 収録曲
| #   | タイトル                                                 | 作詞 | 作曲 |
| --- | -------------------------------------------------------- | ---- | ---- |
| 1.  | 「Drum Improvisation」(Havana Jam - live)                |      |      |
| 2.  | 「Dark Prince」(Havana Jam - live)                       |      |      |
| 3.  | 「Continuum」(Havana Jam - live)                         |      |      |
| 4.  | 「Para Oriente」(Havana Jam - live)                      |      |      |
| 5.  | 「Are You The One, Are You The One?」(Havana Jam - live) |      |      |
| 6.  | 「Dark Prince」(studio take)                             |      |      |
| 7.  | 「Conitnuum」(studio take)                               |      |      |
| 8.  | 「Para Oriente」(studio alternate take 1)                |      |      |
| 9.  | 「Para Oriente」(studio alternate take 2)                |      |      |
| 10. | 「Para Oriente」(studio take)                            |      |      |

## パーソネル
- ジャコ・パストリアス (ベース)
- ジョン・マクラフリン (ギター)
- トニー・ウィリアムス (ドラム)